# Разномойка (Тюльганський район)
Разномо́йка (рос. Разномойка) — село у складі Тюльганського району Оренбурзької області, Росія.

## Населення
Населення — 551 особа (2010; 703 у 2002).
Національний склад (станом на 2002 рік):
- росіяни — 74 %